# Village (Rwanda)
Pour les articles homonymes, voir Village (homonymie).
 (mars 2025).
Si vous disposez d'ouvrages ou d'articles de référence ou si vous connaissez des sites web de qualité traitant du thème abordé ici, merci de compléter l'article en donnant les références utiles à sa vérifiabilité et en les liant à la section « Notes et références ».
Le village (en Kinyarwanda : Umudugudu  au singulier, Imidigudu au pluriel) est la plus petite entité administrative du Rwanda. C'est une subdivision de chacune des cellules qui composent les secteurs, qui composent eux-mêmes les districts, qui composent eux-mêmes les 5 provinces du pays.